# El Silencio (metro de Caracas)
El Silencio es una estación del Metro de Caracas, ubicada en el casco central de la ciudad de Caracas, siendo la primera estación de la línea 2. Además, esta tiene conexión con la línea 1, a través de la estación Capitolio. Cuenta con tres niveles: el nivel andén, el nivel galería, donde, en ocasiones, se hacen exposiciones y es punto de encuentro con el estrecho pasillo de transferencia, hacia la estación Capitolio, y el nivel de boletería.
En sus adyacencias se encuentra el Parque El Calvario,  la plaza de Los Libertadores, así como el patrimonio arquitectónico de la Urbanización El Silencio, del arquitecto Carlos Raúl Villanueva.
Dicha estación, posee, además, una cola de maniobras para trenes y un foso de inspección, pero el mismo no es utilizado para tal fin, aunque sí para el estacionamiento del material rodante.